# Gondrecourt-Aix
Gondrecourt-Aix é uma comuna francesa na região administrativa de Grande Leste, no departamento de Meurthe-et-Moselle. Estende-se por uma área de 12,28 km². Em 2010 a comuna tinha 179 habitantes (densidade: 14,6 hab./km²).